# Танки идут ромбом
«Танки идут ромбом» — роман русского советского писателя Анатолия Ананьева, написанный в 1963 году и повествующий о судьбах советских солдат и офицеров в первые дни Курской битвы 1943 года.

## История
Роман впервые был опубликован в 1963 году в «Роман-газете». В том же году вышел отдельным изданием в «Воениздате».
Является во многом автобиографическим, отражая военный опыт писателя — Ананьев в войне после окончания артиллерийского училища отправился воевать  именно на Курскую дугу.

## Сюжет
Действие происходит на протяжении трёх дней в начале июля 1943 года, основные события разворачиваются 5 июля, в первый день Курской битвы, близ деревни Соломки, где располагается батальон 6-й гвардейской армии.
Батальон второй месяц стоит под Соломками, на фронте затишье, однако известно о готовящемся наступлении немцев. Командир батальона, майор Грива, никогда ранее не участвовавший в боевых действиях, ожидает перевода в штаб. Ротный, капитан Пашенцев, надеется в будущих боях восстановить своё доброе имя — после выхода из окружения на Барвенковском плацдарме в его дело по ошибке было записано «был в плену», в результате чего он был разжалован из полковников в лейтенанты. Молодой взводный, лейтенант Володин, предвкушает свой первый настоящий бой, а перед боем пытается навестить знакомых девушек-регулировщиц, в одну из которых (Людмилу Морозову) он влюблён, хотя ещё не открыл своих чувств. Прибывший командир истребительно-противотанкового полка подполковник Та́бола обсуждает с командирами укрепление обороны в преддверии танковой атаки немцев.
Ночью бойцы Царёв и Саввушкин из взвода Володина отправляются на разведку, их обнаруживают, и Саввушкин погибает. На следующий день происходит воздушная атака «юнкерсов», но наступления всё ещё нет. Регулировщицы уходят с развилки на другую позицию; Володин навещает в полевом госпитале смертельно раненого сержанта Шишакова, начальника регулировщиц, который передаёт Володину личные медальоны девушек.
На рассвете начинается танковая атака немцев — танки идут «ромбом», угол которого направлен прямо на расположение взвода Володина. Бойцы пропускают танки, которые попадают под огонь батареи, а сами отсекают пехотинцев-автоматчиков. Заметив, что одно из пулемётных гнёзд замолкло, Володин бросается к нему, но проезжающий танк засыпает его землёй в траншее. Надеясь спасти положение роты, Пашенцев предпринимает контратаку. Пулемётчик Сафонов посылает молодого бойца Чебурашкина вынести Володина, которого после этого относят в госпиталь. Придя в себя, Володин сбегает из госпиталя и возвращается к своему взводу. Ему приходится принять на себя командование ротой, а Пашенцеву — батальоном, поскольку майор Грива погибает, убегая от наступающих танков.
За день рота отбивает шесть вражеских атак. С наступлением темноты батальон отходит на оборонительные позиции к хутору Журавлиный. Володин ведёт роту из двадцати оставшихся в живых бойцов. Пашенцев тяжело ранен. На привале Володин и бойцы замечают могильный холмик, на котором написано имя регулировщицы Людмилы Морозовой.
В романе присутствует много флешбеков, в которых рассказывается о жизни главных героев (Володина, Пашенцева, Таболы) до войны и в начале войны. Из отступлений становится ясно, что все трое останутся в живых, но всю жизнь будут возвращаться к этим событиям, заново осмысляя их. Спустя много лет, став журналистом, Володин задумает написать книгу о Курской битве и вновь посетит эти места.

## Отзывы
- К. Ф. Бикбулатова:

По количеству страниц роман почти не превышает большую повесть. Но «пространство боя» у Ананьев уже приобретает др. характер — становится объёмнее и глубже. Ананьев сочетает «окопную правду» (что дало возможность соединить его с направлением т.н. «лейтенантской прозы») с отчетливо присутствующим контекстом всей войны. Главными в повествовании были не масштабы сражения, но предыстория героев, раскрытие диалектики их внутреннего мира… В критических откликах на роман подчеркивалась стилевая доминанта прозы Ананьева — откровенная ориентация на традиции Л. Толстого, проявившаяся как во внутреннем стремлении к аналитичности, так и в откровенном следовании ряду приемов толстовского построения фразы с её большим объёмом, как бы замедленным ритмом и усложнённым синтаксисом.
- Г. Ф. Хасанова[3]:

Роман А. Ананьева «Танки идут ромбом» можно рассматривать как особую форму непрерывного диалога-созвучия, который ведут автор-повествователь и герои с произведением Л. Н. Толстого… Воспоминания и апелляции к книге Л. Н. Толстого прослеживаются на протяжении всей книги. Роман А. Ананьева «Танки идут ромбом» полностью включен в контекст «Войны и мира». Центральные персонажи не просто определяются в соответствии с типологией военного человека Л. Н. Толстого, но по своей сути являются двойниками героев «Войны и мира»: Пашенцев — Андрей Болконский, фельдмаршал Манштейн — Наполеон. Наблюдается явная ориентация автора на поэтику «Войны и мира».